# جونيور سيزار
جونيور سيزار (بالبرتغالية: Júnior César‏) هو لاعب كرة قدم برازيلي في مركز الدفاع، ولد في 9 أبريل 1982 في ماغى في البرازيل. لعب مع أتلتيكو مينيرو وبوتافوغو ريغاتاس وسانتوس لاغونا ونادي ساو باولو ونادي فلامنغو ونادي فلومينينسي.

## وصلات خارجية
- جونيور سيزار على موقع الاتحاد الدولي (مؤرشف)  (الإنجليزية)
- جونيور سيزار على موقع قاعدة بيانات كرة القدم.إي يو (الإنجليزية)
- جونيور سيزار على موقع Soccerway.com (الإنجليزية)